# Моррисон, Томми (футболист)
То́мас Мо́ррисон (англ. Thomas Morrison; 16 декабря 1874 – 26 марта 1940), также известный как То́мми Мо́ррисон (англ. Tommy Morrison), Чинг Мо́ррисон (англ. Ching Morrison), Сэ́нди и Сэ́нди Роу (англ. Sandy Row) — североирландский футболист, нападающий. Известен по выступлениям за клубы «Гленторан», «Бернли», «Селтик» и «Манчестер Юнайтед».

## Ранние годы
Томас родился в Белфасте 16 декабря 1874 года. Он был младшим из пяти сыновей в семье Джеймса и Энни Моррисонов. Три его старших брата родились в Шотландии; младший из этой тройки, Боб, играл за сборную и за «Линфилд» , но умер в 1891 году от пневмонии в возрасте 23 лет. Другой его брат, Алекс, играл за «Гленторан» в 1890-е годы.
Томас также начал карьеру в «Гленторане». Дебютировал за основной состав «гленс» 18 апреля 1891 года в матче благотворительного кубка против «Ольстера» на стадионе «Солитьюд». В сезоне 1891/92 «Чинг» (прозвище Моррисона) забил 11 голов в 9 матчах, включая хет-трик в матче чемпионата против «Лайгониэла».

## Клубная карьера
В сезоне 1893/94 Моррисон выиграл с «Глентораном» чемпионат Ирландскую лигу (это был первый чемпионский титул в истории «Гленторана»). Его игра за клуб из Белфаста привлекла внимание английских клубов, и в марте 1894 года он перешёл в «Бернли». Забил в дебютном матче за «бордовых» (против «Дерби Каунти») 10 марта. В следующем сезоне руководство клуба отстранило его от игры за «неподобающее поведение», после чего он вернулся в «Гленторан», где провёл концовку сезона 1894/95. После хорошей игры за сборную Ирландии против шотландцев в марте 1895 года им заинтересовался «Селтик». 27 апреля дебютировал за шотландский клуб в матче чемпионата против «Клайда» в качестве игрока, находящегося «на просмотре». Только после завершения игры «Селтик» подписал полноценный контракт с Моррисоном. Он стал первым ирландцем-протестантом в истории клуба («Селтик» в основном подписывал игроков-католиков, так как находился в «католической общине» Глазго). В сезоне 1895/96 помог «Селтику» выиграть чемпионский титул. 20 апреля 1896 года сыграл за «Селтик», находившегося в ранге чемпиона Шотландии, матч против чемпиона Англии, бирмингемского клуба «Астон Вилла», одержав в нём победу и получив в британской прессе неофициальный титул «чемпионов мира».
Моррисон не смог закрепиться в основном составе «Селтика», сыграв за него только 16 матчей и забив 2 гола. В феврале 1897 года он вернулся в «Бернли», который заплатил за его переход 300 фунтов. В сезоне 1897/98 помог «бордовым» выиграть Второй дивизион и выйти в Первый дивизион. Выступал за «Бернли» до конца 1902 года, после чего перешёл в «Манчестер Юнайтед».
Дебютировал за «Манчестер Юнайтед» 25 декабря 1902 года в матче Второго дивизиона против «Манчестер Сити» на стадионе «Бэнк Стрит». 10 февраля 1904 года в переигровке матча первого раунда Кубка Англии забил гол в ворота «Ноттс Каунти», чем помог своей команде выйти в следующий раунд, обыграв команду из Первого дивизиона («Юнайтед» на тот момент выступал во Втором дивизионе). Всего провёл за клуб 36 матчей и забил 8 голов. В сентябре 1904 года перешёл в клуб «Колн». В 1906 году вернулся в «Бернли», но сыграл только 1 матч за целый сезон. В 1907 году вернулся в Белфаст, где завершил карьеру в «Глеторане», забив 2 мяча в 16 матчах.

## Карьера в сборной
Моррисон дебютировал за сборную Ирландии (IFA) в 9 марта 1895 года в матче домашнего чемпионата против сборной Англии (ирландцы проиграли со счётом 9:0). Всего провёл за сборную 7 матчей (все — в рамках домашнего чемпионата Британии). Свою последнюю игру за сборную провёл 22 марта 1902 года, это также был матч против англичан.

## Достижения
Гленторан
- Чемпион Ирландской лиги: 1893/94

 Бернли
- Чемпион Второго дивизиона: 1897/98

 Селтик
- Чемпион Шотландского первого дивизиона: 1895/96